# きれいな花を咲かせましょう
『きれいな花を咲かせましょう』（きれいなはなをさかせましょう）は、大事MANブラザーズバンドの4枚目のオリジナル・アルバム。1994年3月21日に日本コロムビアより発売。

## 概要
前作『FOR THE KIDS』より8か月ぶりに発売された。
発売時点で最新シングルであった『時間が足りない』はボーナス・トラック扱いとなっている。

## 収録曲
全曲　作詞・作曲：立川俊之　編曲：大事MANブラザーズバンド
1. 前々から Yeah! Yeah! Yeah!（3:31）[1]
2. 愛に限界はない（4:37）[1]
3. U子〜昭和61年〜（7:07）[1]
4. 10年経った（4:22）[1]
  - 9枚目のシングル。
5. ひまわりが咲いた（3：58）[1]
6. 確実に君を愛してる（5：37）[1]
  - 後に11枚目のシングル表題曲としてシングルカットされた。
7. きれいな花を咲かせましょう（3：11）[1]
  - 後に11枚目のシングル「確実に君を愛してる」のカップリング曲としてシングルカットされた。
8. 「出来ない」なんてないっ!!（4：58）[1]
9. 持たない人（3：41）[1]
10. 青春の隣に君がいて（5：02）[1]
11. 時間が足りない (BONUS TRACK)（3：54）[1]
  - 10枚目のシングル。